# 布萊恩·蕭 (大力士)
布萊恩·蕭（Brian Shaw，1982年2月26日—）是美國職業大力士運動員，曾獲得2011、2013、2015和2016年「世界大力王競賽」的冠軍。於2011年，他成為第一位在同一年度贏得阿诺德大力士经典赛冠軍和世界大力王競賽冠軍的選手，並於2015年重現此“雙冠王”的壯舉。

## 早年生活
布萊恩·蕭1982年2月26日出生於美國科羅拉多州拉普頓堡  ，是傑伊和邦妮·蕭的兒子。
布萊恩就讀於拉普頓堡高中，當時打籃球就表現優異。之後進入科羅拉多州拉洪塔奧特羅初級學院，當時認識了路易斯安那州立大學女子籃球隊的主教練，鮑伯奧斯丁。後來獲得籃球全額獎學金進入了位於南達科他州斯皮爾菲什的布萊克崗州立大學, 最終得到健康管理學學位。
在他打籃球的時候，布萊恩對於重量訓練就非常有興趣，不管是大輪胎還是大石頭，他都能夠把它們舉起了。他所舉的重不是一般健身房的啞鈴，而是非常人所舉的重物。

## 職業生涯

### 2005-2006
在沒有任何特殊訓練下，布萊恩·蕭一時興起參加了2005年十月在丹佛市所舉辦的大力士競賽，並且贏得了比賽。七個月後，於2006年六月，他正式成為大力士選手，開啟了成功的職業生涯。

### 2009
蕭, 參加了在加拿大舉辦的「最強力大力士競賽」（Fortissimus）得到第三名。當時只有他一人完成舉起六顆不同重的阿特拉斯石（136–193 kg）。後來參加了羅馬尼亞的「世界大力士超級系列」比賽。同年九月份，蕭參加了在瓦勒他所舉辦的「世界大力王競賽」得到第三名，他和同一組比賽的冠軍 Žydrūnas Savickas  只差了兩個積分點。

### 2010
十二月十八日，蕭在贏得「世界大力士超級系列」瑞典大獎賽後，成為2010年「世界大力士超級系列」的總冠軍。這是他第二次贏得「世界大力士超級系列」的總冠軍。
同年十月在「伊斯坦堡的巨人現場賽」中，再次與 Žydrūnas Savickas 對決，最後敗給了 Savickas 拿到亞軍。

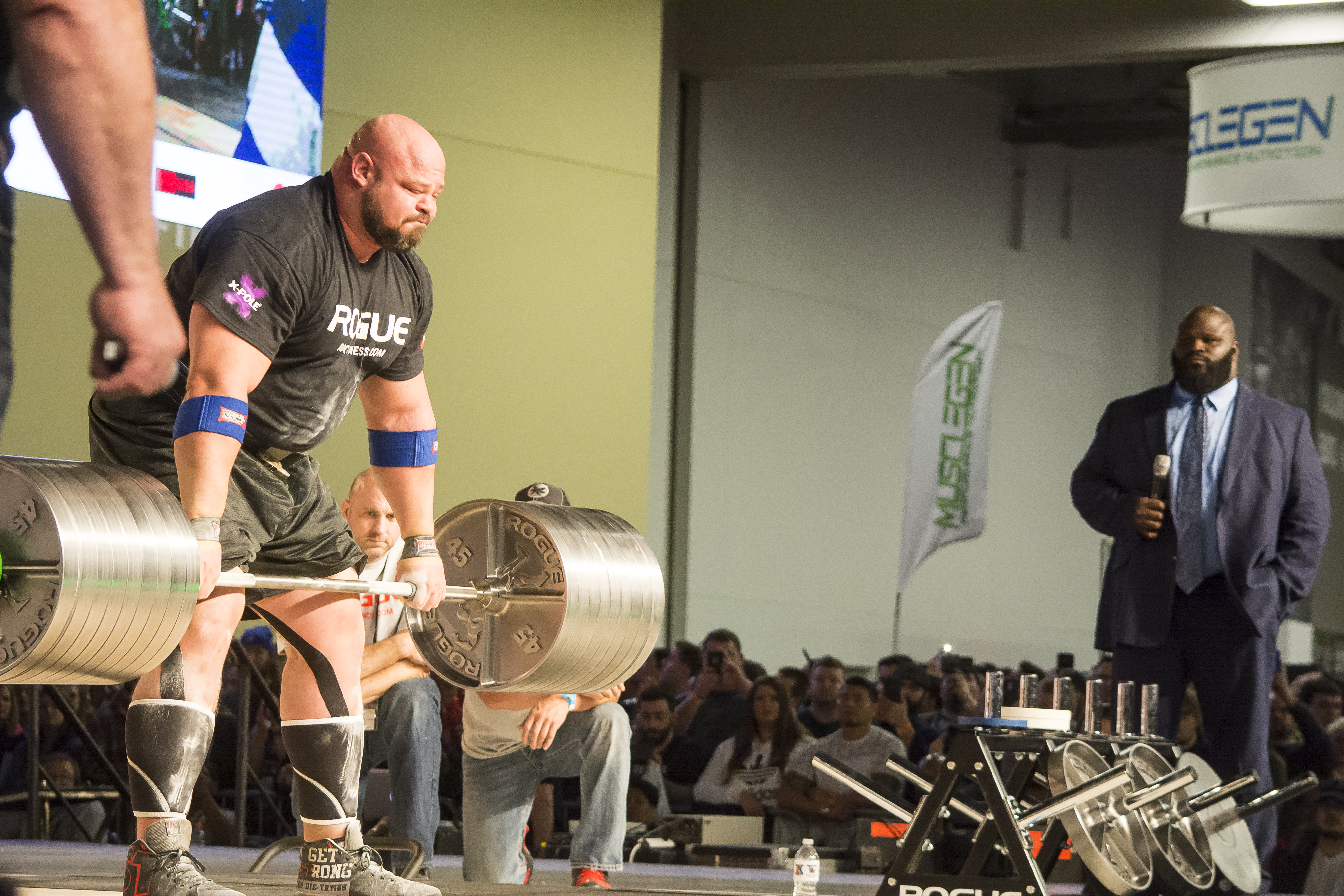
蕭參與2017年「阿諾大力士經典賽」

### 2011-2013
2011年和2013年，蕭在這兩次「世界大力王競賽」，兩次打敗了Žydrūnas Savickas獲得世界冠軍。

### 2015-2016
連續兩年蕭獲得「世界大力王競賽」的世界冠軍。

### 2017
2017年，蕭參加了「世界大力王競賽」和「阿諾大力士經典賽」，他在「阿諾大力士經典賽」得到冠軍，但是在後來的「世界大力王競賽」中敗給了艾迪·霍爾，得到第三名。

## 媒體報導
布萊恩·蕭設立了自己的 Youtube頻道，SHAWSTRENGTH。主要展示有關訓練，健身，大力挑戰，和大食量競賽的視頻。艾迪·霍爾是他視頻中的常客。
蕭是歷史頻道電視系列的《史上最強壯的人》節目中，所報導的四個大力士（尼克·貝斯特、艾迪·霍爾 、羅伯特·奧伯斯特、布萊恩·蕭）其中的一位。系列節目中第一集，蕭首先表演，以44.05秒，拖行一條27,000公斤的維京船前進十八公尺。